# Philippe El Sisi
Philippe El Sisi (Egipto, 1984) es un productor y DJ de música trance de estilo Uplifting Trance. Actualmente posee un programa radial vía Afterhours.fm llamado "The Hour Of Power" transmitido los primeros lunes de cada mes a las 16:00 CET (15:00 UK, 10:00 EST)

## Inicios
Inició su interés musical a los cinco años, tocando el piano. A los 15, comenzó mezclando música en pequeñas fiestas, y más tarde a la edad de 20 empezó a componer. El entrenamiento con el piano inspiró sus melodías. En 2008 ganó el primer puesto en el concurso de remixes organizado por Diverted Recordings, en los que participaron más de 1000 remixes. Posteriormente, firmó su primer compilatorio bajo el sello Offshore Music, que incluiría el tema Never After, que tocó el dúo Aly & Fila en A State of Trance 350.
Su éxito sería notorio y creciente, y testigo de esto fue el lado B de este EP (titulado Witness), apoyado de manera masiva por Armin Van Buuren, al ser repetido en varias ocasiones durante sus sets, debido a que tenía una enorme reacción con el público. Vuelve a remezclar un tema para Offshore Music, hecho originalmente por Andy Price llamado Provision que nuevamente fue apoyado por Armin Van Buuren, logrando el título como Future Favorite en su programa radial A State of Trance y como tema principal hacia diciembre.
Después de un tiempo decidió estudiar ingeniería de sonido en Italia. En 2010 colaboró con Aly & Fila (debido a que ambos -Philippe y el dúo Aly & Fila- son del mismo género, y del mismo país de origen) y con el cantante inglés Senadee, titulado Without You. Este tema tuvo mucha aceptación del público, apareciendo hasta en tres oportunidades en A State Of Trance; como es de esperarse, terminó convirtiéndose en Future Favorite en el episodio 462. Más tarde, uno de sus últimos éxitos, The Last Hope, junto a la cantante británica Sue McLaren tuvo un impacto enorme en las listas de mejores temas producidos ese año: fue reproducida cuatro veces en A State Of Trance y fue elegida Future Favorite. Cabe destacar que esta canción es una de las pocas que logra ser preferida de esta manera en tal programa radial, alcanzando ese nivel solo temas muy prominentes, ejemplo claro es el de The Spell (por Solarstone) llegando a ser reproducido casi cinco veces en el programa de Armin Van Buuren. Su exitoso sencillo Era, bajo el sello FSOE/Armada es llamado el "Himno" por todos y es tocado por los más altos DJ's de clase A en sus sets por todo el mundo.

## Discografía

### Sencillos
- Philippe EL Sisi - Never After {FSOE/Armada}
- Philippe EL Sisi - Witness {FSOE/Armada}
- Philippe El Sisi - Humble {FSOE/Armada
- Philippe EL Sisi - Story of my life {FSOE/Armada}
- Misja Hesloot Vs Philippe EL Sisi - Yellow Poncho {Cloud9/Armada}
- Philippe EL Sisi Feat Aminda - You never know {FSOE/Armada}
- Aly & Fila Vs Philippe EL Sisi Feat Senadee - without you (the Never knowing) {Armada}
- Philippe EL Sisi Feat Sue McLaren - The Last hope {FSOE/Armada}
- Philippe EL Sisi - Era {FSOE/Armada}
- Philippe El Sisi feat. Josie - Over You {FSOE/Armada}
- Philippe EL Sisi - guilty pleasure (FSOE/Armada)
- Philippe EL Sisi Vs Fady & mina - Zombies ( FSOE/Armada)
- Ana Criado & Philippe EL Sisi - Dancing Sea {Adrian & RAz}
- Philippe EL Sisi - Darkness Falls (Adrian & Raz)
- Sarah Russels & Philippe El Sisi - You Are {Adrian & RAz}
- Abstract vision & Philippe EL Sisi - Aerobatics {tytanuim recording}
- Philippe El Sisi & Ahmed Romel - Gloria {Bluesoho recording}
- Philippe EL Sisi & Abstract vision Feat Jilliana Danise - This time

Remixes :
- Urban Lead - Epic Destiny (Philippe EL Sisi remix) {Emotive Sounds}
- Marco Torrance Feat Tiff Lacey - Free of Fear (Philippe EL Sisi Vs Rey ) { No.Zilence Institute}
- Aimee B - Polka Dots (Philippe EL Sisi remix) {Daif Records}
- Steve Allen Vs Ben Allonzi Feat Tiff lacey - Wildfires (Philippe EL Sisi remix) First winner of the Wildfire remix Competition {Communicate}
- Mark Andrez & Den Rize - Flames (Philippe EL Sisi Remix) {FSOE/Armada}
- Steve Bengaln - Source Of Light (Philippe El Sisi Vs Rey Remix) {Ask4 Recods}
- FKN Featuring Jahala - Still Time / Can You Feel Me (Philippe EL Sisi Remix) {Deep Blue Rercords}
- Andy Prinz Feat Simon - Provision (Philippe EL Sisi Remix) {Offshore Muisic)
- Aimee B -End Of Time (Philippe EL Sisi Vs Rey) {Daif Records}
- Vast Vision -Lake Of Moons (Philippe EL Sisi Remix) { FSOE/Armada}
- Aly & Fila Feat Josie - Listening (Philippe EL Sisi Remix) {Armada}
- Nacho Chapado & Smaz feat. Sue McLaren - Between Heaven and Earth (Philippe El Sisi Remix) { FSOE/Armada}
- Hans Zimmer - This is not the Best Time (Philippe EL Sisi Remix) {CDR}
- Aurosonic Vs Fkn Feat Trine - You & me (Philippe EL Sisi Remix) {FSOE/Armada}
- Andy Prinz Feat Sir Adrian -Have Again Some Faith (Philippe EL Sisi Remix) {Offshore Music)
- Masoud Feat Hanna Ray - Here we go now (Philippe EL Sisi Remix) {Ava/Armada}
- Motorcylcle - As the Rush comes (Philippe EL Sisi 2011 Remix)
- Luke Bond - Amaze (Philippe El sisi Remix) {FSOE/Armada}
- Amir Afargam & Nicole McKenna ( Philippe EL Sisi vs Mohamed Ragab ) {Adrian & RAz}
- Ahmed Romel & Illitheas - Lands of Soho ( Philippe EL Sisi Remix) {Blue Soho/cloud9}
- Eximinds & Sara Russels - Pain Into Purpose ( Philippe EL Sisi Remix) {Adrian & RAz}
- Neev Kenedy & Adrian & Raz - This Heart is yours ( Philippe EL Sisi remix) {Adrian & RAz}

- Kago Pengchi & Alexan - Sagarmatha (Philippe El Sisi Remix). {TranceallStars}
- PizzaDox - Andrómeda ( Philippe EL Sisi remix) {Arizarecords}
- The Noble Six - Discovering The Sphinx (Philippe El Sisi Remix) {Bluesoho Recording}
- ReOrder & Ian Standerwick - Hidden In A Smile (Philippe El Sisi remix) {Arisa audio}
- Andre visior & Cathy Burton -Daylight (Philippe El Sisi remix) {Breathmusic}
- Andy Duguid feat Audrey Gallagher - In this moment (Philippe EL Sisi remix) {Blackhole recordings}
- Julian Vincent feat. Cathy Burton - Certainty (Philippe El Sisi Remix){adrian & Raz }
- Ruben De Ronde - Pure (Philippe EL Sisi remix) {statment}
- UDM - Purple stories (Philippe EL Sisi remix) {Entrance}

### Recopilaciones especiales
- Amsterdam Trance Radio Hits Volume 9 (Amsterdam Trance Records) (2013)
- Ana Criado - Collected (Adrian & Raz) (2012)
- Armin van Buuren - A State Of Trance - Radio Top 15 July 2011 (Armada Digital) (2011)
- Various - Trancemaster 7002 (Vision Soundcarriers) (2011)
- A State Of Trance Yearmix 2010 (Armada Music)
- A State Of Trance Yearmix 2009 (Armada Music)
- Future Sound Of Egypt Vol. 1 (Armada Music)
- Armada Trance 100 2011 Vol. 1 (Armada Music)
- Armada Trance 100 2010 Vol. 1 (Armada Music)
- Armada Best of Trance 100 2010 (Armada Music)
- A State Of Trance Top tracks of September 2010 (Armada Music)
- A State Of Trance Top tracks of December 2010 (Armada Music)
- Future Sound Of Egypt - Best Of 2010 (Armada Music)
- 50 Trance Tunes, Vol. 24 (Armada Music)
- A Decade Of Trance, Pt. 10: 2010 (Armada Music)
- Armada: The November Releases 2010 (Armada Music)
- Rising Sun Album (Armada)
- Techno Club Vol. 30 (2xCD, Comp, Mix)
- Street Parade 2009 - Trance (Emi Music Switzerland)
- A State Of Trance Radio Top 15 - July 2010
- Biggest Vocal Trance Tracks of 2009 (Armada Music)
- Trance 100 - 2010 (Armada music)
- Trance Top 40 - Best of 2009 (Armada music)
- Armada June Releases - 2010 (Armada Music)
- Armada Top 10 - June 2010 (Armada Music)
- A State Of Trance Radio Top 15 - July 2010
- Armada Night - The After (Armada Music)
- High Energy Trance, Vol. 3 (Armada Music)
- High Energy Trance, Vol. 4 (Armada Music)
- Napith Top 10 July 2010 - (Napith Music)
- All Inclusive Album (Cloud9/Armada)
- Annual 2009 - Offshore & FSOE Top 8
- Club Nation Yearmix 2009
- A State Of Trance Radio Top 15 - December 2008
- A State Of Trance Radio Top 15 - November 2008

## Próximos lanzamientos

### Producciones originales
- Philippe El Sisi feat. Sue McLaren - Haunted (FSOE/Armada)
- Philippe El Sisi vs. TBA - TBA (FSOE/Armada)
- Philippe El Sisi - Humble (2011 Remix) (FSOE/Armada)
- Philippe El Sisi feat. Izza - Army of my self (FSOE/Armada)

### Remixes
- Motorcycle - As The Rush Comes (Philippe El Sisi 2011 Remix) (sin lanzamiento como single)